# Schweizerischer Schwimmverband
Der Schweizerischer Schwimmverband (SSCHV) (auch: Swiss Aquatics, Fédération Suisse de Natation (FSN), Federazione Svizzera di Nuoto (FSN), Federaziun Svizra da Nataziun (FSN), Swiss Swimming Federation (SSF/SUI)) ist der Dachverband aller Schweizer Schwimmvereine. Er organisiert und koordiniert die nationalen Wettkämpfe und nominiert die Schwimmer für die Nationalmannschaft. Die offizielle Gründung erfolgte 1918 mit dem Beitritt zum Schweizerischen Olympischen Komitee (SOC). Der Sitz des Sportfachverbandes befindet sich im Haus des Sports in Ittigen bei Bern. Der SSCHV ist Mitglied bei der Swiss Olympic Association, beim europäischen Schwimmverband European Aquatics und beim Weltschwimmverband FINA.